# 電信八号
電信八号（でんしんはちごう）は、電八倶楽部および電八開発倶楽部が開発しているMicrosoft Windows 上で動作する電子メールクライアントである。「八号」はアラビア数字ではなく漢数字である。電八とも略される。
1995年9月頃に石岡隆光がWindows 3.1用（16ビット版）の電子メールクライアントとして最初のバージョンをリリースした。1996年にはWindows 95用（32ビット版）をリリースした。しかし、1998年頃には作者の開発継続の意欲が低下し、事実上の停止状態となった。
ソフトウェアの継続・発展を望む川瀬裕は、作者の石岡へソースコード公開の要望をし、1999年7月13日、ソースコードの提供を受け、開発を引き継いだ。その際、改変権と再配布権がライセンスされ、それに従って運営する電信八号オフィシャルサイトを立ち上げた。以降は川瀬裕が主宰する電八倶楽部および電八開発倶楽部が開発を行った。
活発な活動が行われていたのは2000年代前半頃までで、その後は数年に1回程度のリリースなど散発的な活動しか行われていない。2021年10月には7年ぶりのリリースが行われたが、すでにセキュリティ上の理由から多くのブラウザで廃止されているftpプロトコルを用いて、使用中止が呼びかけられているLZH形式のファイルで配布され、またこのバージョンに同梱されているOpenSSLも2023年にはサポートが終了し脆弱性も見つかっているが、その後修正されていない。ただし、バージョン32.1.7.5以降であれば長期サポート版のOpenSSL 1.1.1に対応しているため、その利用を推奨している。

## リリース

### バージョン表記
16ビット版は1.7b1のように表記され、32ビット版は321.0b2のように最初に32がつく。電八倶楽部への移行後は、32.1.3.1のように「.」で区切るようになった。

### リリース履歴
- 1995年9月or10月頃 - 最初のバージョンをAsahi ネットのソフトウェア掲示板に投稿[1]
- 1996年1月16日 - 最初の32ビット版となるVersion 321.0b1リリース
- 1996年7月23日 - Version 1.9b1リリース。16ビット版の最後のリリース。
- 1997年8月2日 - Version 321.1b7リリース。石岡よりリリースされた最後の正式版。
- 1998年5月3日 - 開発室版 Version 321.2b5リリース。石岡よりリリースされた最後の版。
- 1999年7月13日 - 開発が電八倶楽部に移管された。
- 2000年3月31日 - V321.2b6-stable リリース。電八倶楽部として最初の正式版。
- 2000年4月16日 - Vectorに登録
- 2021年10月10日 - Version 32.1.7.5 リリース。32ビット版の最新のリリース。

## 評価

### 受賞歴
1996年　第5回フリーソフトウェア大賞　入賞

### シェア
1998年3月頃　0.9%　iMi調べ
2001年3月頃　0.2%　iMi調べ
2003年6月頃　1.7%　IT Pro調べ

### ダウンロード数
2001年リリースのV32.1.3.1 sp2は、延べ125,016回（公式サイト77,505回、Vector47,511回）
2014年リリースのV32.1.7.3は、延べ9,014回（公式サイトのみ。Vectorでは配布していない）

## 機能・特徴
- 送信プロトコルは、SMTP、POP before SMTP、SMTP-AUTH、SMTPS(Windows 7以降のみ)に対応[7]。
- 受信プロトコルは、POP3、APOP、POP3S(Windows 7以降のみ)に対応[7]。IMAP4やLDAPには非対応である[8]。
- お助けツール（外部ソフト）のプラグインの使用により、本体に実装されていない機能を拡張して利用できる[9]。
- 送受信したメールは、指定フォルダへテキストファイルとして保存される。それをテキストエディタで開くことでメール本文を表示する。HTMLメールは、HTML が添付ファイルとして認識される。
- 1メール1ファイル式で記録していくため、HDDのクラスターサイズの影響を受け、ディスク占有サイズが大きくなる。1990年代はHDDの容量が小さくこれが問題視されることもあったが、2000年以降、ハードディスクの大容量化に伴い、問題ではなくなった。
- 受信前にサーバ上のメールの一覧を表示し、送信元や件名などを確認した上で選択して受信や削除ができる。
- 正規表現によるメールの自動振り分け機能がある。
- メールの作成・返信の際、正規表現を使って、宛先などに応じたメールテンプレートの自動選択が可能。
- MIME の Content-Type: に対応する処理を電信八号側で設定できるため、レジストリの改竄による望まないアプリケーションの実行を抑止することが可能。
- 多国語対応が充分でなく、メールのリスト表示が日本語 (Shift_JIS) の範囲でしか行えない。